# Kvik og villig - frisk og flittig
|  | Denne artikel er oprettet af botten Steenthbot ud fra en ekstern database. Den kan derfor have sproglige fejl eller mangler. Denne skabelon kan fjernes efter kontrol af indholdet. |

Kvik og villig - frisk og flittig er en dansk dokumentarfilm fra 1982.

## Handling
Fra en konference i 1981 på Roskilde Universitetscenter om kvinders lønarbejde ved universiteterne og andre højere læreanstalter.